# Anthropornis
Anthropornis (лат., от др.-греч.  — человекоптица) — род вымерших птиц из отряда пингвинообразных. Обитали в эоцене — миоцене (56,0—15,97 млн лет назад). Были наибольшими представителями семейства.

## Описание
Рост взрослой птицы колебался от 1,5 до 1,8 м, вес — от 90 до 135 кг. Имели голову среднего размера, достаточно длинный клюв и шею. Лапы были более длинными, чем у современных пингвинов. По строению крылья имели сходство с летающими птицами.

## Среда обитания
Продолжительное время проводили на побережьях, а также прекрасно плавали и ныряли. Питались рыбой. Со временем не выдержали конкуренции с зубатыми китами.

## Распространение
Обитали на землях Антарктики, в том числе на острове Симор.

## Классификация
По данным сайта Paleobiology Database, на декабрь 2017 года в род включают 2 вымерших вида:
- Anthropornis grandis (Wiman, 1905) [syn. Pachypteryx grandis Wiman, 1905]
- Anthropornis nordenskjoldi Wiman, 1905typus [syn. Anthropornis nordenskjoldii Wiman, 1905, orth. var.]